# Rochelia peduncularis
Rochelia peduncularis är en strävbladig växtart som beskrevs av Boissier. Rochelia peduncularis ingår i släktet Rochelia och familjen strävbladiga växter. Inga underarter finns listade i Catalogue of Life.